# U.S. Castrovillari Calcio
Unione Sportiva Castrovillari Calcio  là một câu lạc bộ bóng đá Ý nằm ở Castrovillari, Calabria.

## Lịch sử
Câu lạc bộ được thành lập vào năm 1921.
Năm 2003, đội bóng chuyển đến Cosenza và đổi tên thành AS Cosenza FC, thay thế câu lạc bộ địa phương Cosenza Calcio 1914 Sp A., đó là phải đối mặt với vấn đề tài chính.
Câu lạc bộ đã được giới thiệu lại vào mùa hè cùng năm bởi một công ty mới.

## Màu sắc và huy hiệu
Màu sắc của nó là đỏ và đen.

## liên kết ngoài
- Một trang web không chính thức
- Castrovillari OnLine Lưu trữ ngày 28 tháng 1 năm 2007 tại Wayback Machine